# Ceratomerus paradoxus
Ceratomerus paradoxus är en tvåvingeart som beskrevs av Philippi 1865. Ceratomerus paradoxus ingår i släktet Ceratomerus och familjen Brachystomatidae. Inga underarter finns listade i Catalogue of Life.